# Angelinae
Angelinae es una subfamilia de mantodeos perteneciente a la familia Mantidae. Algunos autores la consideran una familia, Angelidae, dentro de Mantodea.

## Géneros
- Afrothespis
- Agrionopsis
- Angela
- Cotigaonopsis
- Euchomenella
- Indomenella
- Leptocola
- Mythomantis
- Stenopyga
- Tagalomantis
- Thespoides